# Misterio de habitación bajo llave

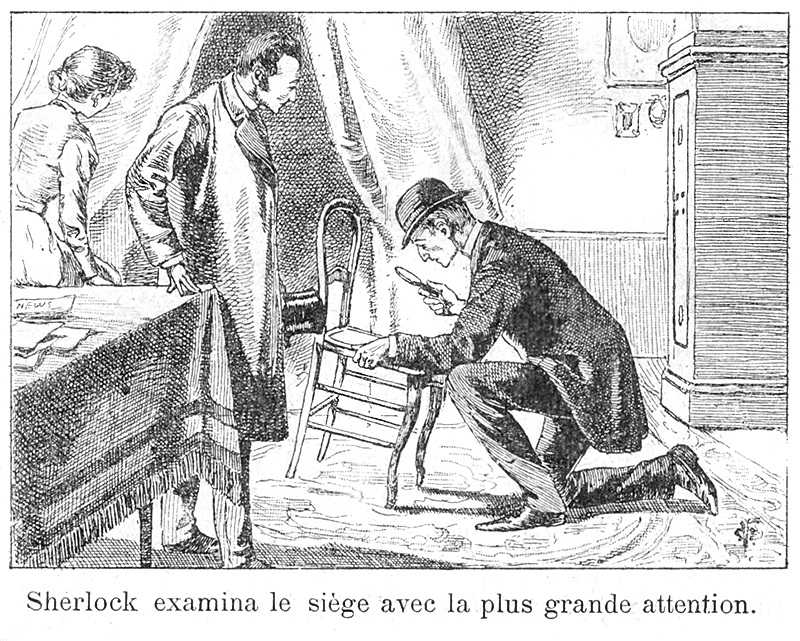
Sherlock Holmes busca pistas en «La banda de lunares» (1892), tras un asesinato en una habitación cuya puerta había sido cerrada con llave por dentro.

Un misterio «de habitación cerrada», «de habitación bajo llave» o «de crimen imposible» es un tipo de crimen que aparece en la ficción detectivesca y policial. El crimen en cuestión, típicamente un asesinato («asesinato en habitación bajo llave»), es cometido en circunstancias en las que parecería imposible que el perpetrador entrara en la escena del crimen, cometiera el crimen y escapara sin ser detectado. El crimen en cuestión implica típicamente una situación en la que un intruso no podría haber salido, por ejemplo, en la «habitación bajo llave» literal original: una víctima asesinada que es hallada en una habitación sin ventanas cerrada con llave desde adentro al momento del descubrimiento. En consonancia con otras convenciones de la ficción detectivesca clásica, a los lectores normalmente se les presenta el enigma y todas las pistas, y se les anima a resolver el misterio antes de que su solución sea revelada en un clímax dramático.
La impresión prima facie al observar un crimen en una habitación bajo llave es que el perpetrador se trata de una entidad sobrenatural peligrosa capaz de desafiar las leyes naturales atravesando paredes o desvaneciéndose en el aire. La necesidad de una explicación racional de tal crimen es lo que impulsa al protagonista a ir más allá de tales apariencias y resolver el enigma.

## Historia del género
Por lo general, se considera que el ejemplo completo más temprano de este tipo de historias es «Los crímenes de la calle Morgue» de Edgar Allan Poe (1841). Para Robert Adey, en cambio, se trataría de la historia de Sheridan Le Fanu Un pasaje en la historia secreta de una condesa irlandesa (1838), que fue publicada tres años antes que «la calle Morgue» de Poe. Entre otros misterios tempranos de habitación cerrada con llave se encuentran The Big Bow Mystery (1892) de Israel Zangwill, «La casa deshabitada» (1903), una historia de Sherlock Holmes de Arthur Conan Doyle, «El problema de la celda 13» (1905) de Jacques Futrelle, que incluye «La máquina pensante» de Augustus S. F. X. Van Dusen y El misterio del cuarto amarillo, escrito en 1907 por el periodista y escritor francés Gaston Leroux.
Las historias del Padre Brown de G. K. Chesterton incluían a menudo misterios de cuarto cerrado, y otros autores de misterio también han incursionado en el género, tales como S. S. Van Dine en El crimen de la Canario (1927), Ellery Queen con El misterio de la mandarina (1934), o Freeman Wills Crofts en novelas como Sudden Death y The End of Andrew Harrison.
John Dickson Carr, quien también escribía como Carter Dickson, era conocido como «el maestro de los misterios de habitación cerrada». Su novela de 1935 The hollow man (El hombre hueco) fue votada en 1981 por 17 autores y críticos como la mejor novela de misterio de cuarto cerrado de todos los tiempos, si bien el propio Carr considra El misterio del cuarto amarillo de Gaston Leroux (1907-1908) como su favorita. (La novela de Leroux quedó en tercer lugar en esa misma encuesta; Rim of the Pit (1944) de Hake Talbot fue la segunda.) Otras tres novelas de Carr/Dickson quedaron entre las diez primeras de la lista de 1981: The Crooked Hinge (1938), The Judas Window (1938) y The Peacock Feather Murders (1937).
En francés, Pierre Boileau, Thomas Narcejac, Gaston Boca, Marcel Lanteaume, Pierre Véry, Noel Vindry y el belga Stanislas-André Steeman han sido importantes escritores de «misterios de crímenes imposibles», siendo Vindry el más prolífico con 16 novelas. Edgar Faure, quien habría de convertirse más tarde en primer ministro de Francia, fue un autor contemporáneo no particularmente exitoso.
Durante la edad de oro de la ficción detectivesca, escritores de habla inglesa dominaron el género, pero tras la década de 1940 se apreció una disminución general de la producción en este idioma. Escritores franceses continuaron escribiendo durante la década de 1950 y principios de la de 1960, en particular Martin Meroy y Boileau-Narcejac, quienes unieron fuerzas para escribir varias novelas de cuarto cerrado. También escribieron a dos manos thrillers psicológicos que les trajeron fama internacional, dos de los cuales fueron adaptados para la pantalla grande como Vértigo (novela escrita en 1954; película de 1958) y Las diabólicas (película de 1955). El escritor más prolífico durante el período inmediatamente posterior a la Edad de Oro fue el japonés Akimitsu Takagi, quien escribió casi 30 misterios de cuarto cerrado, empezando en 1949 y continuando hasta su muerte en 1995. Varias de éstas obras han sido traducidas a otros idiomas. En la novela de misterio de Robert van Gulik Labyrint in Lan-fang (1951), uno de los casos resueltos por el Juez Di es un ejemplo del subgénero de habitación cerrada.
El género continuó en la década de 1970 y las décadas posteriores. Las novelas de la serie Nameless Detective de Bill Pronzini incluyen enigmas en habitaciones bajo llave. Se podría afirmar que el escritor más prolífico de crímenes imposibles es el estadounidense Edward D. Hoch (1930-2008), en cuyas historias aparece un detective, el Dr. Sam Hawthorne, cuyo rol principal es el de médico rural. La mayoría de las historias de Hoch incluyen crímenes imposibles; sus cuentos aparecieron mensualmente en la revista estadounidense de misterio EQMM todos los meses entre mayo de 1973 y enero de 2008. El protagonista de las obras de Hoch es un talentoso detective aficionado que utiliza puramente su capacidad intelectual para resolver sus casos.
El escritor francés Paul Halter, cuya obra de más de 30 novelas es casi de manera exclusiva en el género de habitación cerrada, ha sido descrito como el sucesor natural de John Dickson Carr. Si bien hay fuertes influencias de Carr y Agatha Christie en sus novelas, Halter tiene un estilo de escritura único que incluye tramas y misterios originales. Una colección de diez de sus cuentos, titulada The night of the wolf (La noche del lobo), ha sido traducida a otros idiomas. El escritor japonés Soji Shimada ha estado escribiendo historias de crímenes imposibles desde 1981, algunas de las cuales han sido traducido a otros idiomas, por ejemplo Senseijutsu Satsujinjiken (1981; traducido como al inglés The Tokyo Zodiac Murders), y Naname Yashiki no Hanzai (1982,  traducido como al inglés, Murder in the Crooked House). Los temas de las novelas japonesas suelen ser mucho más macabros y violentos que los de las anglosajonas. En las novelas japonesas, por ejemplo, el desmembramiento es uno de los métodos de asesinato preferidos. A pesar de estas escenas sangrientas, la mayoría de las normas de la novela policíaca clásica se siguen estrictamente.
Umberto Eco, en su novela Baudolino de 2000, transporta el tema de la habitación bajo llave a la época medieval. La trama del libro sugiere que el emperador del Sacro Imperio Romano Germánico Federico I no murió ahogado en un río, como está escrito en la historia, sino que murió de manera misteriosa en medio de la noche mientras se hospedaba en el castillo de un siniestro noble armenio. El libro muestra a varios sospechosos, cada uno de quienes tenía un inteligente medio con el cual matar al Emperador sin tener que entrar en la habitación donde dormía, medios todos que estaban disponibles en tiempos medievales.
El género de habitación cerrada también se encuentra en la ficción policial infantil, si bien el crimen cometido suele ser de mucha menor gravedad, nunca un asesinato. Una autora notable este subgénero fue Enid Blyton, quien escribió varias series juveniles de detectives, a menudo centrados en crímenes aparentemente imposibles que sus jóvenes detectives aficionados intentaban resolver. While the clock ticked, una de las novelas de la serie The Hardy Boys, trataba (originalmente) sobre una habitación bajo llave y aislada en la que un hombre busca privacidad, pero empieza a recibir misteriosos mensajes amenazantes. Los mensajes le son entregados a través de un dispositivo mecánico que se baja a la habitación a través de una chimenea. El manga de Gosho Aoyama Detective Conan presenta varios casos de habitación cerrada, normalmente asesinatos, dando diferentes soluciones a cómo se dispusieron las escenas del crimen. El cetro de Ottokar (1938-1939) es la única aventura de Tintín que es un misterio de cuarto cerrado. No involucra un homicidio, sino que el crimen consiste en la desaparición del cetro real, que seguramente tendrá consecuencias desastrosas para el rey.
La serie de televisión británica de la BBC Jonathan Creek tiene una «especialidad» particular en misterios del estilo de asesinato en habitación cerrada. El protagonista homónimo, Jonathan Creek, trabaja diseñando trucos de magia para magos de escenario y es llamado a menudoa colaborar con casos en los que el elemento más importante del misterio es determinar claramente cómo se cometió el crimen, por ejemplo, el caso de un hombre que supuestamente se disparó dentro de en un búnker sellado a pesar de tener artritis paralizante en las manos, o aquel de una mujer a la que le dispararon dentro de una habitación sellada sin un arma y sin que se abriera o rompiera la ventana, o aquel de cómo un cadáver pudo haber desaparecido de una habitación cerrada cuando la única puerta estaba a la vista de alguien más, etc
La revistas Pulp en la década de 1930 contenían a menudo historias de crímenes imposibles, denominadas weird menace (amenazas extrañas), en las que una serie de eventos sobrenaturales o de ciencia ficción son eventualmente explicados de manera racional. Practicantes notorios de este período fueron Fredric Brown, Paul Chadwick y, en cierto medida, Cornell Woolrich, si bien estos escritores raramente tendían a usar como protagonistas a los detectives privados que son asociados generalmente con la literatura pulp. Varios crímenes imposibles de cómics parecen haberse inspirado en la tradición de «amenazas extrañas» de los pulps. Con todo, también se han adaptado a la forma de cómic las obras de escritores célebres tales como G. K. Chesterton, Arthur Conan Doyle, Clayton Rawson o Sax Rohmer. En 1934, Dashiell Hammett creó la historieta Agente secreto X-9, ilustrada por Alex Raymond, que incluyó un episodio de habitación cerrada. Una serie de cómics estadounidense que hizo un buen uso de los misterios de habitación cerrada es Maze Agency de Mike W. Barr.
En el siglo XXI, ejemplos de novelas populares de series de detectives que incluyen misterios tipo habitación cerrada son Los hombres que no amaban a las mujeres (2005) de Stieg Larssen, Bloodhounds (2004) de Peter Lovesey y In the Morning I'll Be Gone ( 2014) de Adrián McKinty.

## Ejemplos de la vida real
- Según un informe del The New York Times, del 10 y 11 de marzo de 1929, Isidore Fink, la ciudad de Nueva York, estaba en su lavandería de la Quinta Avenida la noche del 9 de marzo de 1929, con las ventanas cerradas y su puerta cerrada con llave. Un vecino escuchó gritos y sonidos de golpes, pero no disparos, y llamó a la policía, que no logró entrar. Un niño fue alzado para que entrara a través del travesaño y pudo abrir la puerta. La policía encontró a Fink muerto con dos heridas de bala en el pecho y una en la muñeca izquierda. No se había sustraído dinero ni se encontró arma alguna en la escena. Se teorizó que el asesino pudo haber trepado por el exterior del edificio y disparado a través del travesaño, pero una quemadura de pólvora en la muñeca de Fink sugirió que le habían disparado a quemarropa. Entrevistado algunos años después, el comisionado de policía Mulrooney calificó el asesinato de Fink como un «misterio insoluble».[7]
- El 16 de mayo de 1937, Laetitia Toureaux fue encontrada muerta a puñaladas en un compartimento vacío de primera clase del metro de París. El tren subterráneo había salido de la terminal, Porte de Charenton, a las 6:27 p. m. y había llegado a la siguiente estación, Porte Dorée, a las 6:28 p. m. Los testigos no vieron a nadie más entrar o salir del compartimiento donde el cuerpo de Toureaux fue encontrado. El asesino tuvo un minuto y veinte segundos. Ni el asesino ni el método de escape fueron jamás descubiertos.[8]
- En 2010, el cadáver ileso de Gareth Williams, un empleado del Servicio Secreto de Inteligencia británico (MI6), fue encontrado en una bolsa que estaba cerrada con cremallera y candado desde el exterior, con una llave adentro. No se encontró evidencia forense de que alguien más hubiera participado. A pesar de sugerencias de que de alguna manera se había encerrado a sí mismo dentro de la bolsa, dos escapistas no lograron replicar la hazaña a pesar de 400 intentos, si bien no es posible descartarlo.[9]